# 石州犬
石州犬（せきしゅういぬ）は、島根県・山口県原産の絶滅した日本犬の一種である。岩見犬（いわみいぬ）とも呼ばれた。

## 概要
島根県の石見地方や山口県北部の中国山地の地犬で、小型と中型の2種類が存在したが、交配は自由で特に区別されてはいなかった。古来から勇猛かつ忠犬として聞こえ高く、性能・容姿において共に優秀であり、その遺伝力も強かった。放し飼いで飼育されており、仔犬が生れると地域の人で分配して猟犬として育てていた。
多くの地犬が戦争による食糧難や犬ジステンパーの流行により絶滅していき、石州犬も第一次世界大戦の影響で数を減らしていった。また、買い占めによって連れ去れてたことや、放し飼いによる雑種化も影響した。こうした時代にその血脈を守ろうとした人物として、地元石見地方の浜田市出身で東京都で歯科医を営んでいた愛犬家の中村鶴吉である。中村は石州犬を探して石見地方の奥深い山村を徒歩でくまなく調査を行い、多くの優秀な山出し犬を東京に連れ帰った。中村が山出しされた石州犬の1頭に『石号』がいた。石号は二川村（現在の益田市美都町）の下山信市という猟師が飼育されていた犬で、1936年（昭和11年）5月に5歳の時に山出しされ、その直後に東京と大阪で開かれた日本犬保存会の展覧会でそれぞれ入賞した。その後は佐藤武雄という東京で犬舎を運営していた人物に譲られ、四国産の牝の黒毛の柴犬である『コロ号』と交配されて、「不滅の種雄」と呼ばれた『アカ号』が誕生した。こうして石号は柴犬の祖となった。
1937年（昭和12年）に大谷嘉徳の『テン公号』が日本犬協会主催の全日本展で王座を獲得したことによって石州犬の真価が再検討され始めた。また、大谷栄の愛犬『アダフォンハウス・ミソウコロ』が、昭和12年度の帝国優勝犬称号獲得全国支部争覇大展覧会に出場して易々と最終審査まで切り抜けて、軍用若犬（牝）三等に堂々入賞した。
しかし、地元の石州犬は第二次世界大戦の影響による食糧難で犬肉として食べられて減少。また、人々の日常から狩猟が消えていくに従って急速に数を減らしていった。犬の登録制度ができて放し飼いができなくなったのも減少の要因となった。こうして石州犬は益田市付近でしか見られなくなった。
滅びゆく石州犬を保存するため、1953年（昭和28年）に愛犬家の鳥居勇・遠田安道・斎藤良旨らによって会員60名の益田市石見犬保存会が結成。紀州犬や秋田犬などと同様に天然記念物指定候補犬にすることが目指された。当初は展示会もよく開かれており、成長した犬は2万円で販売されていた。昭和30年代に保存活動が高まった際には全国から問い合わせが殺到するほどとなり、1956年（昭和31年）6月には鳥居の手によって雑誌『石見犬』第1号が編集されて、紹介と宣伝に努められた。
しかしながら問い合わせが殺到したことにより粗悪乱造となってしまった。また、昭和30年代に犬ジステンパーが全国的に大流行して各地の地犬を絶滅させていき、石州犬も1965年（昭和40年）頃に絶滅したとされる。
犬種としては絶滅してしまったが、統括された柴犬に石州犬の血は受け継がれている。また、山陰柴犬にも石州犬の血は入っており、近親交配の影響から解放するのに役立った。

## 特徴
悍威に富んだ素朴な性質を持っており、動作は俊敏で歩様は軽快にして弾力性があった。骨格は緊密で筋腱の発達は良く、四肢が発達してる。体高については小型が一尺二寸から一尺五寸（約36.4-45.5cm）ほどで、中型は一尺六寸から一尺八寸（約48.5-54.6cm）であった。
顔は丸顔（タヌキ顔）である。額は広くて、頬の骨格と筋肉はよく発達しており、顎は力強て太くたくましい。口吻は鼻梁直で力強く尖っていて、鼻鏡は黒色でしまっている。口唇は力強くしまっており、強大な歯牙がある。耳は短小で切り削いだような三角形なのが特徴。眼は三角形で強い眼力を有しており、虹彩は濃茶褐色である。
前肢は肩甲骨がよく発達して、狐足の型が特徴的である。後肢は力強く踏ん張り、その飛節は強靱である。胸は特に深く、肋は適度に発達しており、肺活量は強大である。腰は強靱で筋肉はよく発達している。瀬尾は太くて力強く、長くも短くもない右巻尾が特徴的となっている。
毛色は中型では虎斑毛のものが多く、小型犬には赤・黒・淡赤・胡麻毛等があり、白毛は少なかった。
獣や鳥類を狩るための猟犬として優秀な能力を持っていた。また、荷引き犬としても使われていた。この他、軍犬や警察犬等としても能力も有していた。